# Метод Империали
Ме́тод (дели́телей) Империа́ли — один из методов распределения мандатов при пропорциональной избирательной системе.
Относится к методам делителей, среди которых наибольшее распространение получили метод д’Ондта, метод Сент-Лагю и модифицированный метод Сент-Лагю.

## Суть
Особенностью метода Империали является то, что ряд чисел, на которые производится деление, является натуральным и начинается с двойки, тогда как в методе д’Ондта — с единицы.
Реализация метода Империали предполагает последовательное деление числа голосов, поданных за каждую партию, на ряд чисел, начинающийся с двух, и заканчивающийся общим числом мандатов. После этого результаты делений отсортировывают по убывающей. Каждая партия получает столько мест, сколько раз результаты деления поданных за неё голосов попадают в верхнюю часть ряда.

## История
Метод был предложен бельгийским клерикальным политиком маркизом Пьером Империали с целью исказить пропорциональность распределения мандатов и тем самым ограничить представительство левых секуляристских партий. В 1921 году консервативное большинство парламента Бельгии приняло метод в качестве основного при распределении мандатов в муниципальных советах. Один раз метод применялся на выборах в Эквадоре.
В некоторых источниках методом Империали называется существующая или существовавшая в Италии система. Аркадий Любарев указывает, что это утверждение основано на ошибке, а в Италии до 1993 года применялся другой метод, который технологически ближе к методу Гамильтона–Хэйра.
В марте 2007 года метод впервые был применен в России. В пользу введения метода озвучивался довод о том, что данный метод широко используется на Западе.

## Критика
Метод не обеспечивает пропорциональное распределение мандатов, поскольку в большей степени, чем остальные методы даёт преимущества партии-лидеру и искажает пропорциональность распределения мандатов. Например, на выборах 11 марта 2007 года в Самаре в результате использования метода на один мандат «Единой России» пришлось 27 783 голосов избирателей, а у Союза правых сил — 73 893. При этом возможна ситуация, когда партия, преодолевшая процентный барьер, вообще не получает ни одного мандата.

## См.также
- Метод д'Ондта
- Метод Сент-Лагю
- Метод Друпа
- Метод Хагенбах-Бишофа
- Парадокс Алабамы